# Museo Ferrari
El Museo Ferrari es un museo de automóviles situado en la ciudad de Maranello, Italia. Fue inaugurado en febrero de 1990.

## Descripción

### Sala de la Cittadella Ferrari y de la Fórmula Uomo
En ella se explican cuestiones relativas a la planta de Ferrari Maranello.